# Kujawski Związek Polityczno-Literacki
Kujawski Związek Polityczno-Literacki „Zew” (KZPL–„Zew”, KZPL) – polska organizacja konspiracyjna działająca w latach 1940–1941 na Kujawach Wschodnich.
Jedna z największych lokalnych organizacji konspiracyjnych na Kujawach i Pomorzu Gdańskim w trakcie okupacji niemieckiej.

## Historia
Organizacja powstała w lutym 1940 roku w środowisku młodzieży katolickiej i harcerskiej, głównie przedowjennych członków Akcji Katolickiej we Włocławku. Inicjatorem jej powstania był Henryk Promis, zaś pomysłodawczynią nazwy organizacji była Janina Lech. Przywódcą organizacji był Eugeniusz Karol Kłosowski. 24 marca 1940 został przyjęty statut organizacji, który zaprzysięgli współzałożyciele KZPL; Eugeniusz Karol Kłosowski, Janina Lech oraz Wanda Daszkowska.
Na czele KZPL stała Wysoka Rada w której skład wchodzili: Eugeniusz Karol Kłosowski jako prezes, Janina Lech jako sekretarz oraz Wanda Daszkowska i Władysław Magielski (wiceprezes KZPL od końca czerwca lub początku lipca). Pod koniec kwietnia do Wysokiej Rady wszedł Józef Bieńkowski pseud. „Ostoja”, zaś 8 maja członkiem Wysokiej Rady został Adrian Turczynowicz pseud. „Andrzej”, którego na potrzeby KZPL pozyskała Janina Lech.
Od marca 1940 do końca stycznia 1941 roku KZPL wydawało własną gazetę pod nazwą „Ogniwo”.
W sierpniu 1940 doszło do rozłamu wewnątrz KZPL, którego przyczyną były różnice poglądów co do sposobu redagowania jego prasy konspiracyjnej oraz nieprzestrzeganie zasad konspiracji przez Kłosowskiego i jego najbliższych współpracowników Władysława Magielskiego i Stanisława Mazurka. W wyniku rozłamu z KZPL odeszli między innymi: Adrian Turczynowicz, Janina Lech, Aleksy Lasiński, Bernard Lech, Danuta Turczynowicz oraz grupa harcerek i harcerzy, związanych z Janiną Lech, których ona wprowadziła do organizacji, w sumie ok. 35 osób, w tym liderka grupy E kolporterów Halina Wojdyłło. Grupa ta utworzyła organizację konspiracyjną Kujawskie Stowarzyszenie Społeczno-Literackie (KSSL), której przywódcą został Adrian Turczynowicz. Grupę rozłamową poparła także Wanda Daszkowska, która pozostała jednak w strukturach KZLP.

## Upamiętnienie
Jako pierwszy podjął badania nad tą organizacją Tadeusz Jaszowski. Opracowania KZPL poświęcił również Bogdan Ziółkowski. Biogramy czołowych działaczy KZPL ukazały się w serii Słowników Biograficznych Konspiracji Pomorskiej 1939-1945.
Janina Lech, Henryka Wojdyłło, Danuta Turczynowicz, Wanda Daszkowska, Maria Magdalena Lech, Zbigniew Kwieciński, Dymitr Krawczenko i Anna Wajcowicz wymienieni zostali na tablicy przy Pomniku Szarych Szeregów z Włocławka, który znajduje się przy kościele pw. Wszystkich Świętych we Włocławku.
Od 2019 roku, ulica łącząca Towarową i Targową we Włocławku nosi nazwę Janiny Lech. W 2021 roku w Nieszawie, odsłonięto pomnik poświęcony Henryce Wojdyłło.